# Omnívoros (película)
Omnívoros es una película española escrita y dirigida por Óscar Rojo, que se estrenó en España el 20 de septiembre de 2013.

## Sinopsis
Marcos Vela (Paco Manzanedo) es un prestigioso periodista gastronómico que acepta el encargo de una editora independiente para que escriba un reportaje sobre la reciente aparición de «Restaurantes Clandestinos». Su investigación le llevará a descubrir que uno de estos restaurantes esconde un terrible secreto. Ayudado por Eba, una misteriosa mujer, Marcos Vela consigue acceder a este Restaurante Clandestino para participar en una de sus cenas furtivas. 

Así, lo que empezó siendo una rutinaria investigación periodística acabará convirtiéndose en una atroz pesadilla.

## Reparto
- Mario de la Rosa
- Fernando Albizu
- Paco Manzanedo
- Marta Flich
- Sara Gómez
- Elisa Matilla
- Ángel Acero

## Premios y reconocimientos
Omnívoros se presentó con gran éxito de público en la primera edición del Festival Internacional de cine de Madrid Nocturna.

Ganó el Premio del Público en el Haapsalu Film Festival, en Estonia.